# ピート・ターナー
ピート・ターナー（Pete Turner、1934年5月30日 - 2017年9月18日）は、アメリカ合衆国の写真家。強い色調のカラー表現で知られる。
ターナーの代表的な作品集には、初の写真集「ピート・ターナー・フォトグラフス」（エイブラムス・ブックス, 1986年）、ナショナル ジオグラフィック協会とエアストリーム社のウォーリー・バイアムの協力によるアフリカ紀行「ピート・ターナー・アフリカン・ジャーニー」（グラフィス・インコーポレイテッド, 2001年）、CTIレコードをはじめとするジャズ・アルバムのLPジャケット写真を集めた「ザ・カラー・オブ・ジャズ」（RCS メディア・グループ, 2006年）などがある。

## 人生と業績
ターナーは1945年より写真を始めた。1948年からカラー表現に手を染め、1952年にロチェスター工科大学に入学した。同期にはラルフ・ハタズリー、ロバート・バグビー、レス・ストローベル、マイナー・ホワイト、ブルース・デヴィッドソン、ジェリー・ユルズマンがいた。ターナーが同大を卒業した1956年には早くも彼の写真が写真誌「ポピュラー・フォトグラフィー・アニュアル」に掲載されたが、その後、彼は陸軍の色彩研究所で働いた。
その頃から、ターナーは音楽プロデューサーのクリード・テイラーの面識を得て、1959年からレコードジャケットの撮影を始めた。始めはアーティストのポートレイトが主だったが、やがて抽象的なオブジェや風景も写すようになった。報道写真の分野でも活動し、1959年にケープタウンからカイロにいたるアフリカ紀行の撮影を始め、1961年にはエスクァイアにアメリカの鉄道記事を発表している。1968年には初の展覧会をフォトキナとジョージ・イーストマン・ハウスで催した。
批評家のA.D.コールマンは、「ターナーの表現には、劇的で強烈な色使いと、言葉に尽くせないほどの明確な客観性が見られる。」と評した。アメリカの業界人向けの写真誌、フォト・ディストリクト・ニューズは、1981年に史上最も影響力のある20名の写真家のひとりにターナーを選出し、アメリカ・メディア写真家協会 (ASMP) は、ターナーに優秀写真賞を授与した。
ピート・ターナーの作品はパリのヨーロッパ写真美術館、東京都写真美術館、ニューヨークの国際写真センターをはじめとする、各国の主要な美術館の常設コレクションに収蔵されている。ターナーの作品を数多く収蔵するロチェスターのジョージ・イーストマン・ハウスは、2007年にターナーの回顧展を催した。
ピート・ターナーは2017年9月18日にロングアイランドの自宅で癌のために死去した。